# Cherbourg (Frankrijk)
Cherbourg (Normandisch: Tchidbouo, (ongebruikelijk) Nederlands exoniem: Sierenborch) is een stad en voormalige gemeente in het noorden van het Normandische schiereiland Cotentin in het departement Manche in het noordwesten van Frankrijk.
Het is een havenstad met een uitgang op Het Kanaal. De haven van Cherbourg is tevens de militaire standplaats voor een deel van de Franse marine.

## Geschiedenis
Mogelijk was er een Romeinse nederzetting met de naam Coriallum op de plaats van het huidige Cherbourg. In de 11e eeuw stond de plaats bekend als Carusburc. Er werd om de stad gevochten door de Engelsen en de Fransen, tot koning Karel VII van Frankrijk in 1450 Cherbourg definitief onder Franse controle wist te brengen. In 1655 bouwde Lucas de Néhou een glasfabriek die leverde aan de Galerie des Glaces en het kasteel van Versailles. De fabrieken werden door geallieerde bombardementen vernietigd in 1944.
In de 18e eeuw werd gestart met de aanleg van een 4 kilometer lange havendam die Cherbourg zou omvormen tot een havenstad voor zowel commerciële als militaire doeleinden. Het project waarvoor 4,6 miljoen m³ rotsblokken nodig waren, werd begonnen onder koning Lodewijk XVI en werd afgewerkt onder Napoleon. Op de havendammen werden in de 19e eeuw forten gebouwd. 
Op 19 juni 1864, tijdens de Amerikaanse Burgeroorlog, vond voor de kust van Cherbourg een zeeslag plaats tussen de USS Kearsarge en de CSS Alabama.
Cherbourg werd een van de belangrijkste havens voor het vervoer van passagiers naar Amerika. Passagiers konden op enkele uren via het spoor naar Cherbourg reizen. Voor hen werd in 1933 het Station Cherbourg-Maritime geopend in de haven. Cherbourg was in 1912 de eerste stopplaats van de RMS Titanic nadat ze Southampton (Engeland) verliet.
De stad was tijdens de Tweede Wereldoorlog van groot belang voor de geallieerden vanwege de zeehaven die de stad heeft. De stad werd tijdens de Slag om Cherbourg ingenomen door Amerikaanse troepen. De haveninstallaties waren tijdens de gevechten verwoest, en er werd een tijdelijke haven aangelegd om militair materieel aan te voeren. Cherbourg deed onder meer dienst als eindstation voor de PLUTO-brandstofpijpleiding.

### Gemeentefusies
Op 28 februari 2000 fuseerde Cherbourg met de gemeente Octeville en officieel werd hernoemd tot Cherbourg-Octeville. De bewoners van Octeville hadden eind 1999 in een referendum in meerderheid voor de fusie gestemd; andere gemeentes die bij de herindeling betrokken zouden worden, stemden tegen samenvoeging met Cherbourg. In 2016 fuseerden de gemeenten alsnog tot de huidige gemeente Cherbourg-en-Cotentin.

## Verkeer en vervoer

### Havens
Cherbourg beschikt over vier havens: een vissershaven, een handelshaven, een jachthaven en een militaire haven. De meerderheid van de veerdiensten wordt uitgebaat door Brittany Ferries naar Poole en Portsmouth. De Port Chantereyne is een diepzee-jachthaven met 1.500 aanlegplaatsen. In 2005 werd hier een Tall Ships' Race georganiseerd.

### Spoor
In de plaats ligt het spoorwegstation Cherbourg en de inmiddels gesloten spoorwegstations Cherbourg-Barfleur en Cherbourg-Maritime.

## Bezienswaardigheden
De film Les Parapluies de Cherbourg is opgenomen en speelt zich af in Cherbourg; vandaag de dag zijn nog zijn enkele filmlocaties te bezichtigen.
Bezienswaardigheden zijn:
- Basiliek Sainte-Trinité: De gotische kerk gaat terug tot de 15e eeuw. Ze werd in de 19e eeuw grondig gerenoveerd onder leiding van Louis Le Sauvage, waarbij in 1828 een vierkanten klokkentoren werd bijgebouwd.
- Théâtre d'Or (1882): Het gebouw werd ontworpen door Charles de Lalande in een eclectische stijl. De façade bevat verschillende beeldhouwwerken, met bovenaan beelden die De Komedie en De Tragedie voorstellen met het wapen van Cherbourg. De theaterzaal heeft een U-vorm met rijk versierde balkons en loges naar Italiaans model. De centrale koepel is beschilderd door Georges Clairin.
- Musée Thomas-Henry: Het museum heeft een collectie beeldende kunst die de 15e tot de 20e eeuw overspant met werken van Fra Angelico, Chardin, Poussin, Millet e.a.

## Sport
Cherbourg is 18 keer etappeplaats geweest in wielerkoers Ronde van Frankrijk. Dit was voor het eerst in 1927 en voorlopig voor het laatst in 2003 het geval. De Fransman Charles Pélissier (1930 en 1935) en de Italiaan Raffaele Di Paco (1931 en 1932) wonnen beiden twee keer in Cherbourg.

## Bekende inwoners van Cherbourg

### Geboren
- Georges Sorel (1847-1922), schrijver
- Henry Moret (1856-1913), kunstschilder
- Victor Grignard (1871-1935), chemicus en Nobelprijswinnaar (1912)
- André Dupeyrat (1902-1982), missionaris, antropoloog
- Jean Marais (1913-1998), acteur
- Roland Barthes (1915-1980), taalkundige
- Jean-Charles Tacchella (1925), filmregisseur
- Annie Saumont (1927), schrijfster
- Amaël Moinard (1982), wielrenner
- Benoît Cosnefroy (1995), wielrenner

## Afbeeldingen

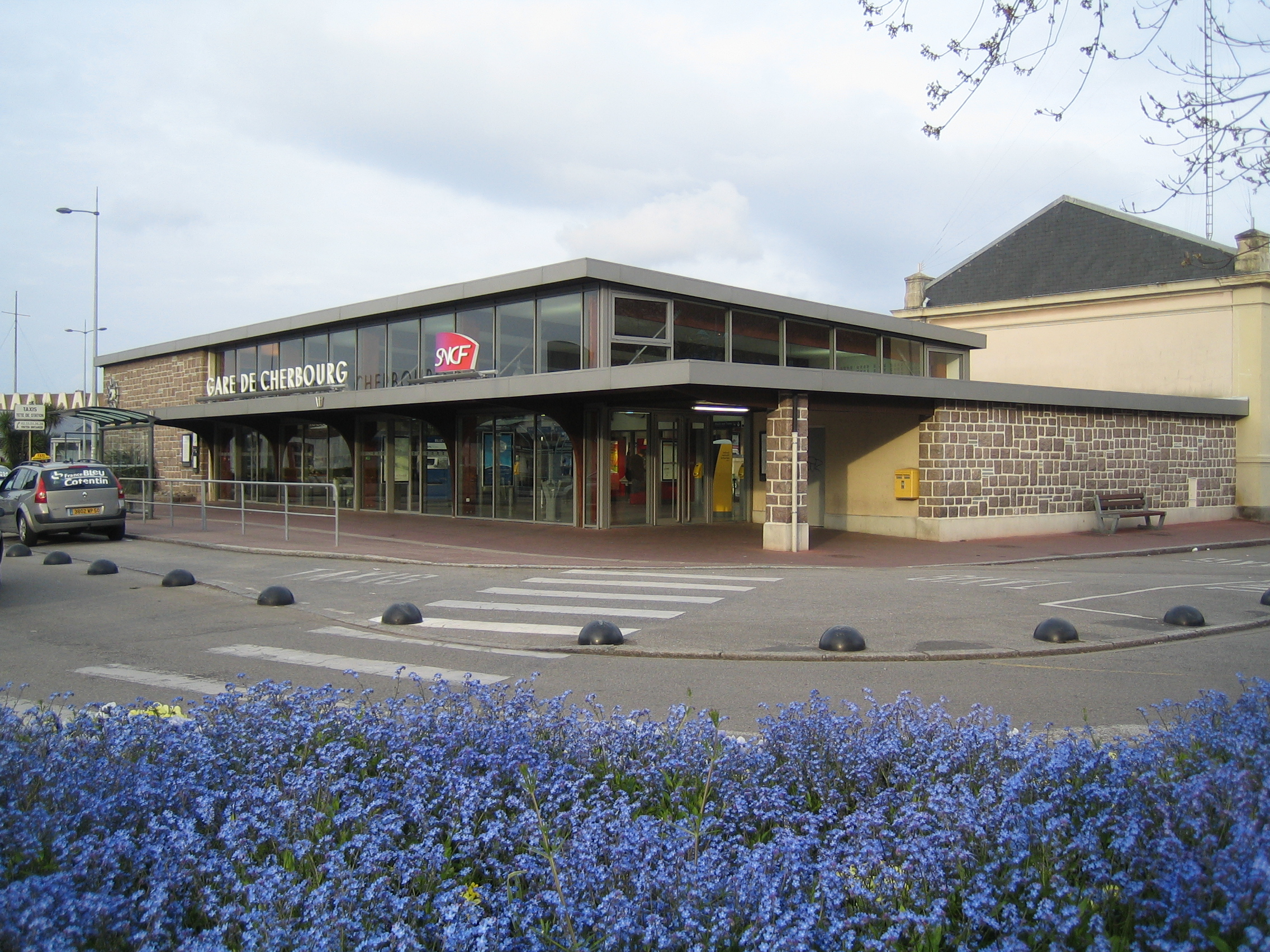
Station
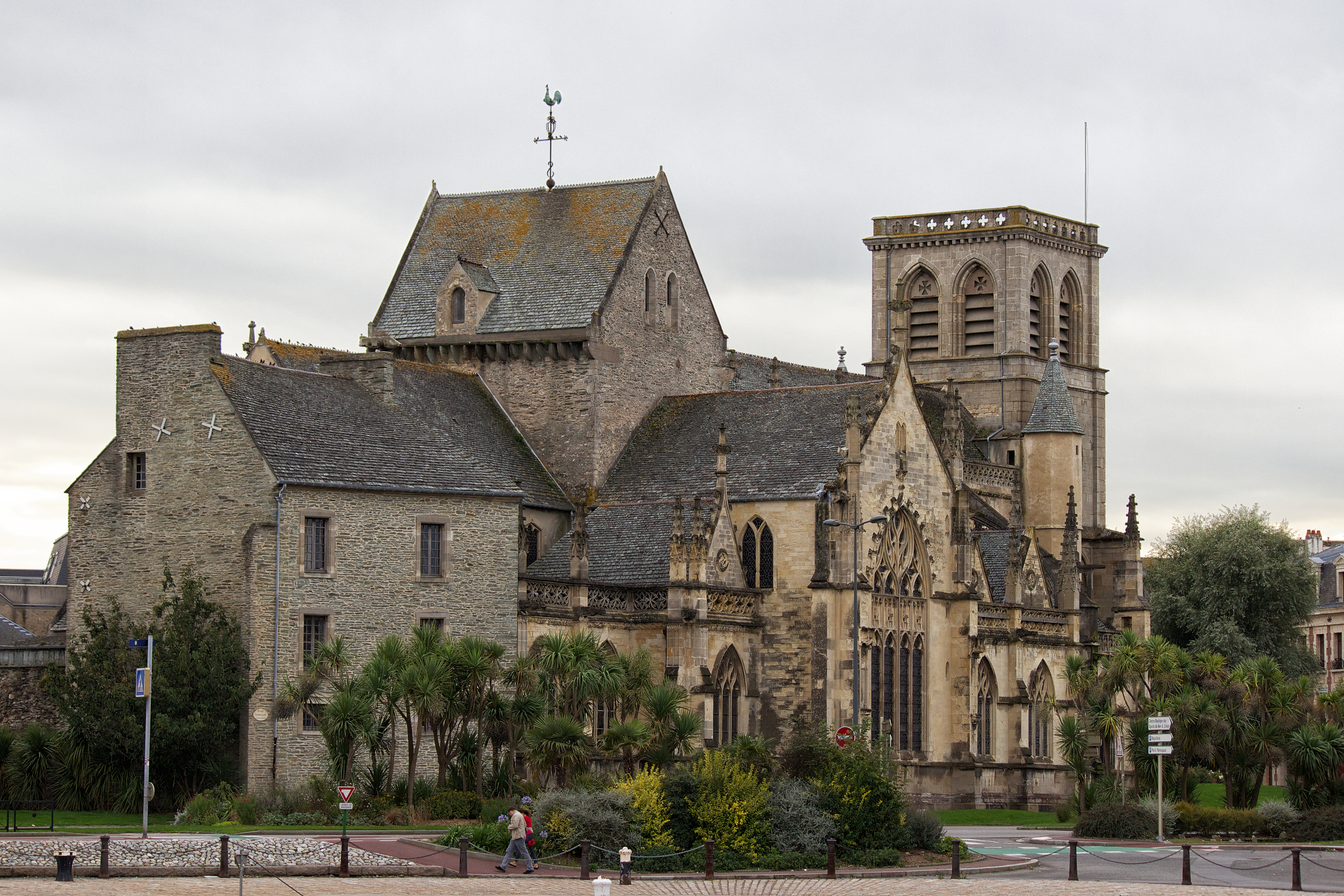
Basilique Sainte-Trinité
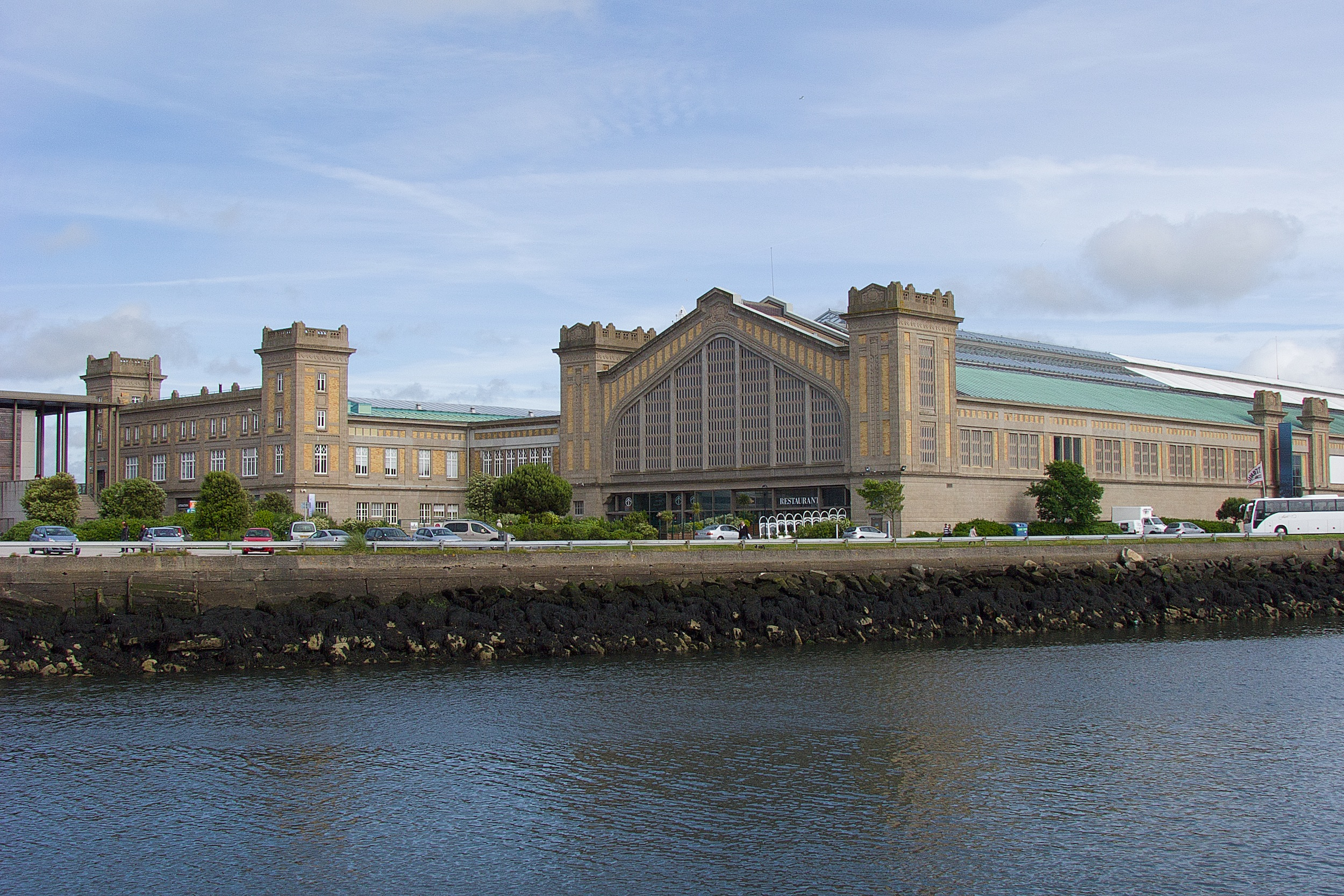
Gare Maritime
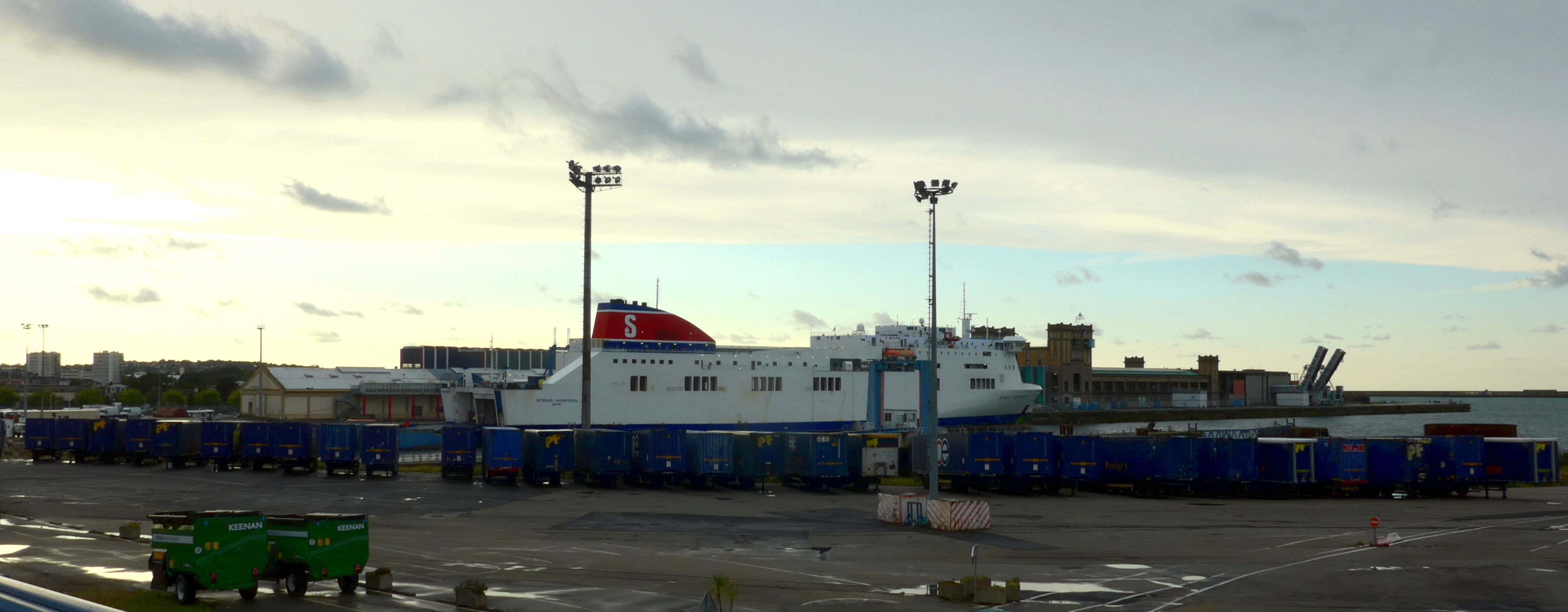
Haven, ferryterrein
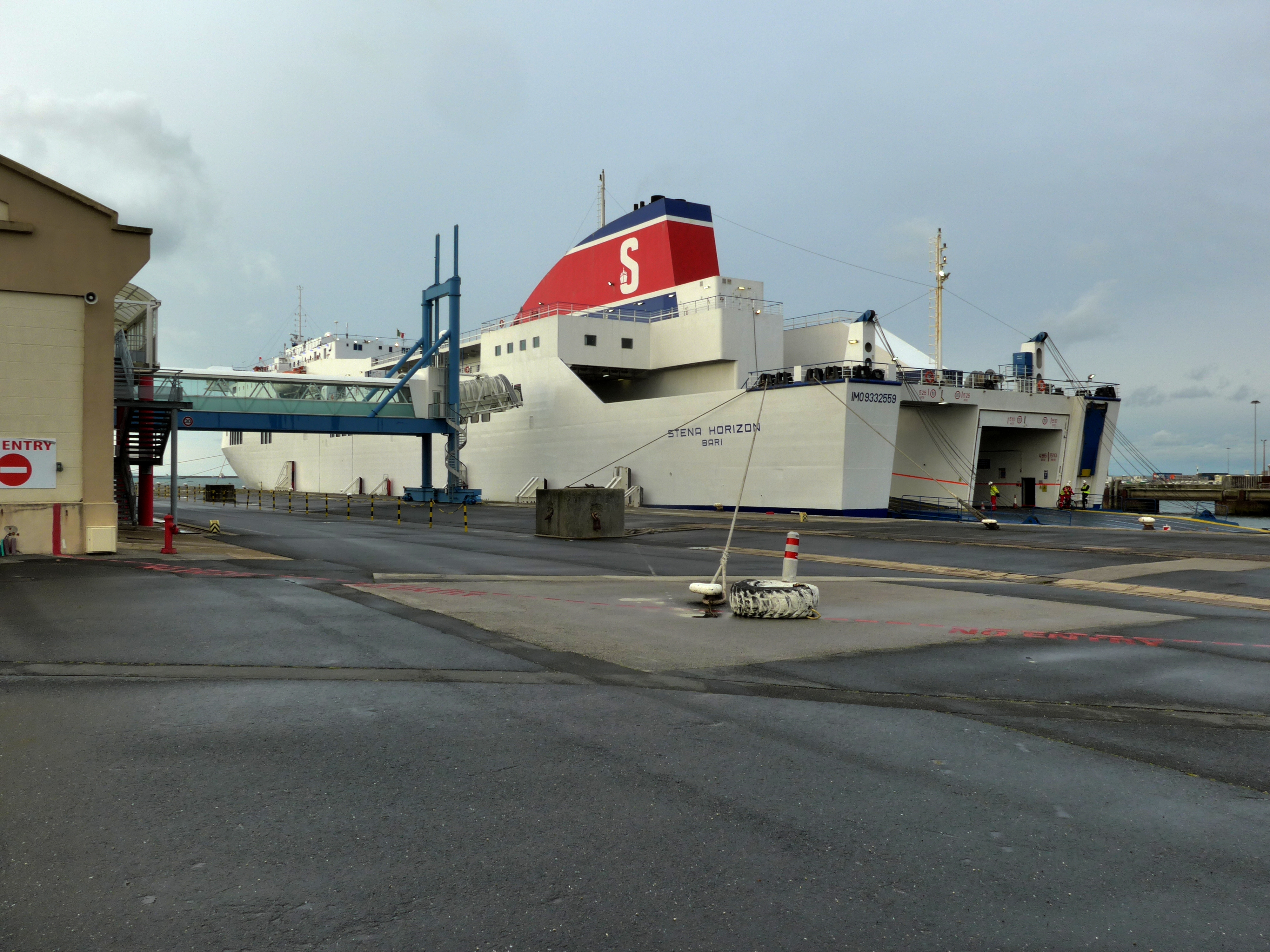
Ferryschip aan de kade
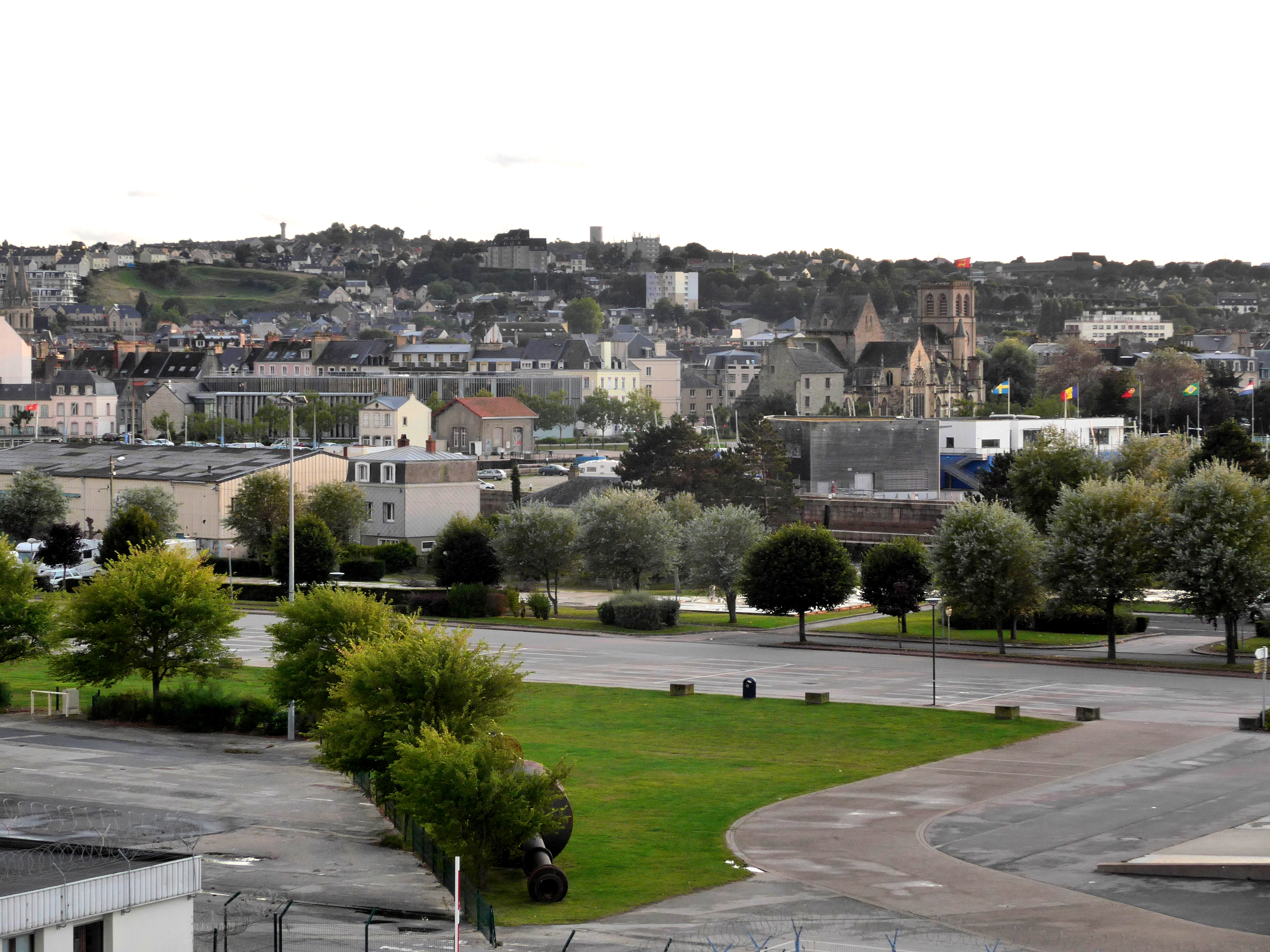
Gezicht vanaf de haven
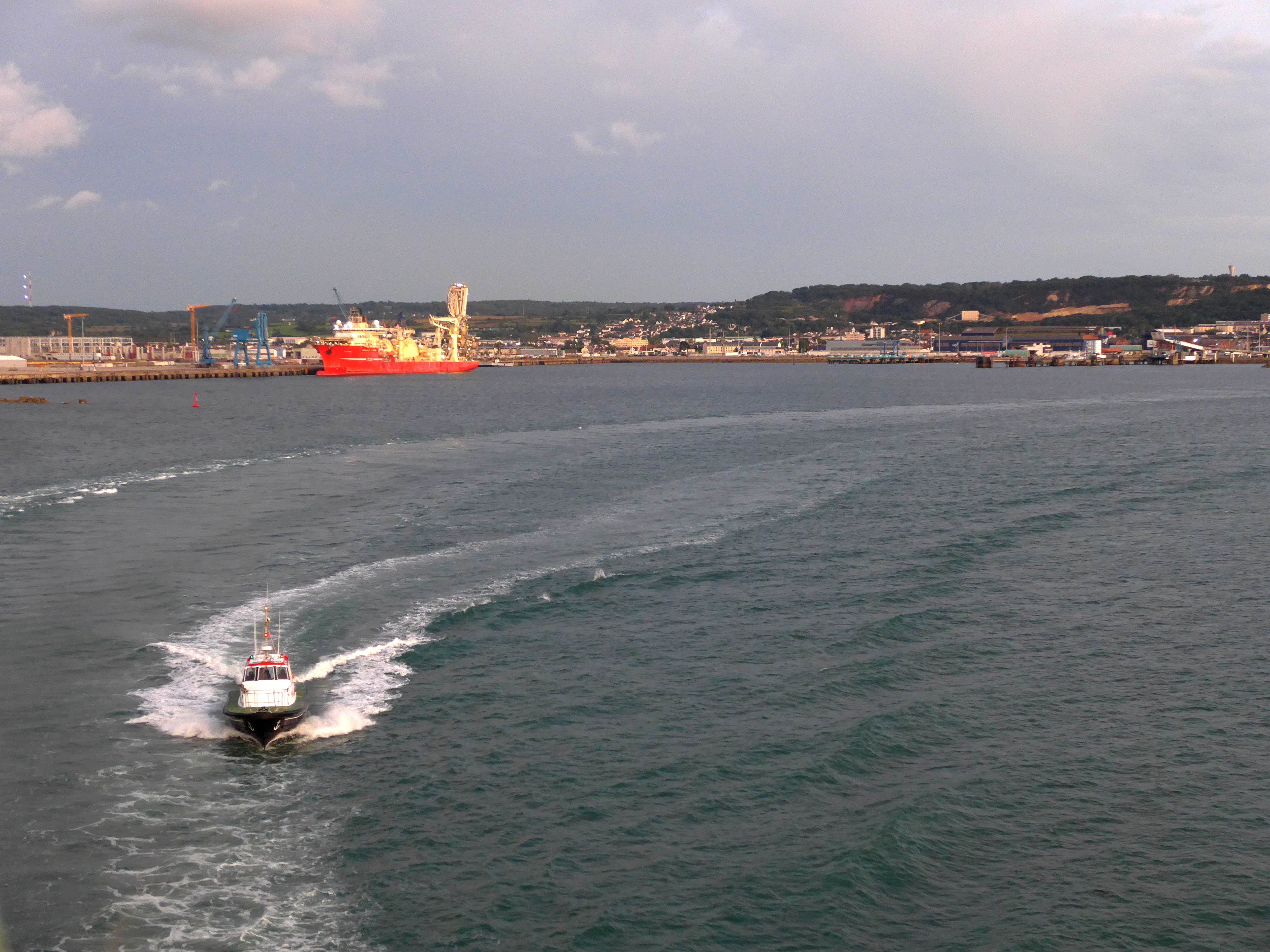
Haven
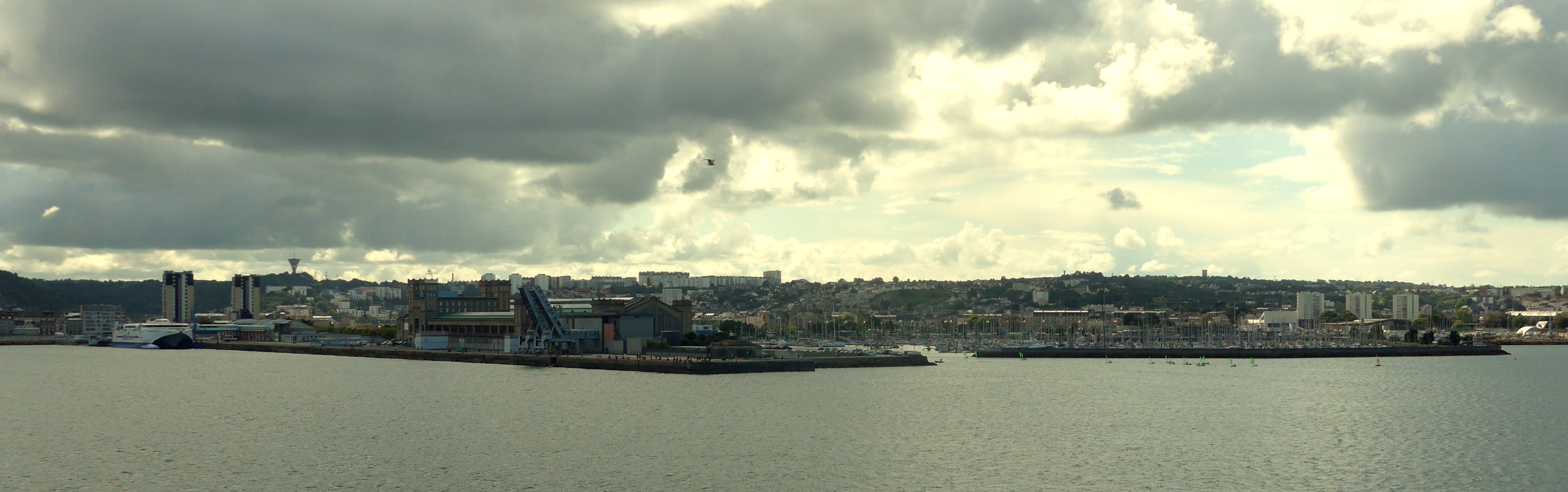
Cherbourg met haven vanuit zee

Cherbourg · Équeurdreville · La Glacerie · Hainneville · Octeville · Querqueville · Tourlaville

Voormalige gemeenten: Cherbourg-Octeville · Équeurdreville-Hainneville